# Lo Spiffero
Lo Spiffero ist ein italienisches, politisches Online-Portal. Sein Untertitel lautet quello che gli altri non dicono – was andere nicht sagen. Lo Spiffero wird von Bruno Babando geleitet und hat seinen Fokus auf Norditalien. Lo Spiffero steht politisch der Partito Democratico nahe.